# Mesoborus crocodilus
Mesoborus
Genre
Genre
Mesoborus crocodilus, unique représentant du genre Mesoborus, est une espèce de poissons d'eau douce téléostéens de la famille des Distichodontidae.

## Répartition
Mesoborus crocodilus se rencontre dans le bassin du Congo, au Cameroun, en République du Congo et en République démocratique du Congo,.

## Description
Mesoborus crocodilus peut mesurer jusqu'à 25 cm, queue non comprise. La longueur totale maximale enregistrée est de 26,5 cm.

## Systématique
Le genre Mesoborus et l'espèce Mesoborus crocodilus ont été décrits en 1900 par le zoologiste français Jacques Pellegrin (1873-1944),.
Le genre Mesoborus a pour synonyme :
- Champsoborus Boulenger, 1909

L'espèce Mesoborus crocodilus a pour synonymes :
- Champsoborus pellegrini Boulenger, 1909
- Mesoborus pellegrini (Boulenger, 1909)
- Neoborus crocodilus Pellegrin, 1900

## Étymologie
Le nom générique, Mesoborus, du grec ancien μέσος, mésos, « médian, central », et βορός, borós, « glouton, vorace », range ce genre au milieu d'autres poissons piscivores comme ceux des genres Eugnathichthys, Ichthyborus, Paraphago.
L'épithète spécifique, crocodilus, fait très certainement référence au museau de ce poisson qui rappelle celui des crocodiles.

## Publication originale
- Jacques Pellegrin, « Poissons nouveaux ou rares du Congo français », Bulletin du Muséum d'histoire naturelle, Paris, IN  Groupe, vol. 6,‎ 1900, p. 177–182 (ISSN 0027-4070 et 2419-6452, OCLC 57046216, BNF 34348915, DOI 10.5962/BHL.PART.12288, lire en ligne).